# Bibliographie sur l'œuvre de Martin Heidegger
Pour un article plus général, voir Martin Heidegger.

## Bibliographie générale en français
- Jean Beaufret, Introduction aux philosophies de l'existence. De Kierkegaard à Heidegger, Paris, Denoël/Gonthier, 1971.
- Alain Beaulieu (dir.), Abécédaire de Martin Heidegger, Éditions Sils Maria, 2008,  (ISBN 978-2-930242-58-3).
- Carnap, Rudolf, « Le dépassement de la métaphysique par l'analyse logique du langage », Erkenntnis, II, 1931
- J.-P. Cotten, Heidegger, coll. « Écrivains de toujours », Paris, Le Seuil, 1974.
- Alphonse de Waelhens, La philosophie de Martin Heidegger, coll. « Bibliothèque philosophique de Louvain », Éditions de l’Institut Supérieur de Philosophie, Louvain, 1942. (Auteur du premier livre important en français sur Heidegger, selon Raymond Aron,).
- Christian Dubois, Heidegger : introduction à une lecture, Paris, Le Seuil, 2000.
- Pierre Dulau, "Heidegger, pas à pas", Paris, Ellipses, 2008;
- Servanne Jollivet, Heidegger, sens et histoire (1919-1929), Paris, PUF, 2009.
- Jean Lévêque, Le Fragment I, Paris, Osiris, 1989.
- Yan Marchand, Le cafard de Martin Heidegger, Les petits Platons, 2011
- William J. Richardson, Heidegger through phenomenology to thought, La Haye, Martinus Nijhof, 1963, et New-York, Fordham University Press, 2003.
- Alexander Schnell, De l'existence ouverte au monde fini. Heidegger 1925-1930, Paris, Vrin, 2005.
- George Steiner, Martin Heidegger, New York, 1978. Traduction française Martin Heidegger, Paris, Albin Michel, 1981.
- Gianni Vattimo, Introduzione ad Heidegger, Laterza, Rome-Bari, 1971. Traduction française: Introduction à Heidegger, Paris, Cerf, 1985.  (ISBN 2-204-02397-3)
- Jean Wahl, Introduction à la pensée de Heidegger, Librairie Générale Française, Paris, 1998,  (ISBN 2-253-94262-6).
- Philippe Arjakovsky, François Fédier et Hadrien France-Lanord (dir.), Le Dictionnaire Martin Heidegger : Vocabulaire polyphonique de sa pensée, Paris, Éditions du Cerf, 2013, 1450 p. (ISBN 978-2-204-10077-9)

### Commentaires sur les lectures de Heidegger
- Valerie Allen et Ares D. Axiotis (dir.), L’Art d’enseigner de Martin Heidegger. Pour la commission de dénazification, Paris, Klincksieck, 2007.  (ISBN 978-2-252-03639-6)
- Beda Allemann, Hölderlin et Heidegger, Paris, PUF, 1959.
- Günther Anders, Sur la pseudo-concrétude de la philosophie de Heidegger, (trad. par Luc Mercier), Paris, Sens & Tonka, 2003.
- Jean-Edouard André, "Heidegger et la politique : L'épreuve de la liberté", Paris, L'Harmattan, 2007
- Jean-Edouard André, "Heidegger et la liberté : le Dasein face à la Technique"; Paris, L'Harmattan, 2006.
- Jean Beaufret, Dialogue avec Heidegger, vol. I, 1973, vol. II, 1973, vol. III, 1974, vol. IV, 1985. Paris, Minuit.
- Pierre Bourdieu, L'ontologie politique de Martin Heidegger, Paris, Minuit, 1988.
- Gabriel Cercel / Cristian Ciocan (eds), The Early Heidegger (Studia Phaenomenologica I, 3-4), Bucarest, Humanitas, 2001.
- Gabriel Cercel / Cristian Ciocan (eds), Heidegger and Theology (Studia Phaenomenologica I, 1-2), Bucarest, Humanitas, 2001.
- Joseph Cohen, "Le sacrifice de l'être. Note sur la pensée du sacrifice chez M. Heidegger", in Bulletin Heideggérien no. 2 (https://sites.google.com/site/bulletinheideggerien/), mars 2012. Téléchargement: Sur le site du Centre d'études phénoménologiques de l'Université catholique de Louvain (http://www.uclouvain.be/407892.html). Sur le site du Centre d'herméneutique phénoménologique de l'Université de Paris IV - Sorbonne (http://www.paris-sorbonne.fr/la-recherche/les-unites-de-recherche/concepts-et-langages-ed5/metaphysique-histoires/presentation-4664/centre-d-hermeneutique/programme-4966/).
- Collectif, Heidegger, sous la direction de Maxence Caron, avec les contributions de Jocelyn Benoist, Vincent Berne, Alain Boutot, Rémi Brague, Philippe Capelle, Jean-Louis Chrétien, Françoise Dastur, Pascal David, Jean Greisch, Jean-Luc Marion, Jean-François Marquet, Olivier Souan, Jacques Taminiaux, Jean-Marie Vaysse, Marlène Zarader ; Paris, Éditions du Cerf, 2006.
- Collectif, Heidegger - le danger et la promesse, sous la direction de Gérard Bensussan et Joseph Cohen, Paris, Kimé, 2006. Contributions de : Jean-Luc Nancy, Jean-François Mattéi, Peter Eli Gordon, Joseph Cohen, Marc Crépon, François Raffoul, Françoise Dastur, Holger Zaborowski, Peter Sloterdijk, Gianni Vattimo,  Rodolphe Gasché, Mario Ruggenini, Catherine Malabou, Frédéric Neyrat, Michel Vanni, Dominique Pradelle, Gérard Bensussan, Andrea Potestà, Stéphane Habib, Samuel Weber, Raphael Zagury-Orly.
- Collectif, Heidegger. Qu'appelle-t-on le lieu?, sous la direction de Joseph Cohen et Raphael Zagury-Orly, Les Temps modernes, Paris, Gallimard, n°. 650, juillet-octobre 2008. Inédit en français de Martin Heidegger: Remarques sur Art - Espace - Sculpture. Contributions de: Karl Löwith, Alphonse de Waelhens, Didier Franck, Dominique Pradelle, Nicolas Tertulian, Eliane Escoubas, Françoise Dastur, Rudolf Bernet, Jean Grondin, Peter Sloterdijk, Marlène Zarader, Jeffrey-Andrew Barash, Jean-François Mattéi, Gérard Bensussan, Florence Caeymaex, Joseph Cohen, Raphael Zagury-Orly.
- Collectif, Heidegger en dialogue (1912-1930). Rencontres, affinités, confrontations, Paris, Vrin, 2009.
- Jean-François Courtine, Heidegger et la phénoménologie, Paris, Vrin, 1990.
- Françoise Dastur, Heidegger et la question du temps, Paris, PUF, 1990.
- Françoise Dastur, La mort, essai sur la finitude, Paris, Hatier, 1994.
- Françoise Dastur, Heidegger et la pensée à venir Problèmes et Controverses VRIN 2011
- Jacques Derrida, Violence et métaphysique, essai sur la pensée d’Emmanuel Levinas, publié en 1964 in RM&M et repris en 1967 in L’écriture et la différence, Paris, Le Seuil, 1967.
- Jacques Derrida, Marges de la philosophie, note sur une note de Sein und Zeit, Bruxelles, Ousia et Grammè, 1972.
- Jacques Derrida, De l'esprit. Heidegger et la question, Paris, Galilée, 1987.
- Jacques Derrida Heidegger et la question de l'Être et de l'Histoire Cours de l'ENS-ULM 1964-1965 Galilée 2013  (ISBN 9782718608853).
- Jacques Derrida, Hans-Georg Gadamer, Philippe Lacoue-Labarthe, La conférence de Heidelberg (1988) - Heidegger : portée philosophique et politique de sa pensée, textes réunis, présentés et annotés par Mireille Calle-Gruber, Note de Jean-Luc Nancy, Lignes-Imec, 2014.
- Alexandre d'Helt, Heidegger et la pensée médiévale, Bruxelles, Ousia, 2010.
- Christian Dubois, Heidegger. Introduction à une lecture, Paris, Le Seuil, collection "Points", 2000.
- Pierre Dulau, Heidegger, pas à pas, Paris, Ellipses, 2008.
- Éliane Escoubas, Questions heideggeriennes. Stimmung, Logos, traduction, poésie, Paris, Hermann, 2010.
- Didier Franck, Heidegger et le problème de l’espace, Paris, Minuit, 1986.
- Didier Franck, Heidegger et le christianisme. L'explication silencieuse, Paris, PUF, 2004.
- Didier Franck, Le nom et la chose. Langage et vérité chez Heidegger, Paris, Vrin, 2017.
- Jean Grondin, Le tournant dans la pensée de Martin Heidegger, Paris, PUF, 1987.
- Michel Haar, Heidegger et l’essence de l’homme, Grenoble, Jérôme Millon, 1990.
- Angèle Kremer-Marietti: Le Nietzsche de Heidegger. Sur la volonté de puissance, in Revue Internationale de Philosophie, vol.43, no 168, 1/198
- Jean Lévêque, La Proximité, essai sur la proximité dans l'œuvre de Heidegger, Bordeaux, Osiris, 1997.
- Emmanuel Levinas,  En découvrant l'existence : De Husserl à Heidegger., Paris, Vrin, 1988.
- Emmanuel Levinas, Totalité et infini, Paris, LP, coll. « Biblio-Essais », 1998 (1971).
- Emmanuel Levinas, Autrement qu'être ou au-delà de l'essence, Paris, LP, coll. « Biblio-Essais », 1996 (1978).
- Jean-François Marquet, Restitutions, Paris, Vrin, 2001.
- Jean-François Mattéi, Heidegger et Hölderlin. Le Quadriparti, Paris, PUF, coll. « Épiméthée », 2001. - Heidegger et l'énigme de l'être, Paris, PUF, 2004.
- Jean-Philippe Milet, L'absolu technique. Heidegger et la question de la technique, Paris, Kimé, 2000.
- Pierfrancesco Stagi, Il giovane Heidegger. Verità e rivelazione, Introduction de Gianni Vattimo, Zikkurat Edizioni & Lab, Senigallia, Roma, Teramo 2010.
- Jean Greish, Ontologie et temporalité, Paris, PUF, 1994.
- Hervé¨Pasqua, Introduction à la lecture de 'Être et Temps', Lausanne, L'Âge d'Homme, 1993.
- François Raffoul, À chaque fois mien, Paris, Galilée, 2004.
- Claude Romano, L’événement et le monde, Paris, PUF, 1998.
- Claude Romano, L’événement et le temps, Paris, PUF, 1999.
- Claude Romano, Il y a, Paris, PUF, 2003.
- Bernard Sichère, Seul un Dieu peut encore nous sauver, Paris, Desclée de Brouwer, 2002.
- Philippe Sollers, La guerre du goût, Paris, Gallimard, 1994.
- Philippe Sollers, Éloge de l'infini, Paris, Gallimard, 2001.
- Philippe Sollers, Poker, Paris, Gallimard, 2005.
- Jacques Taminiaux, Lectures de l’ontologie fondamentale, essais sur Heidegger, Grenoble, Jérôme Millon, 1989.
- Jean Vioulac, L'Époque de la technique. Marx, Heidegger et l'accomplissement de la métaphysique, Paris, PUF, 2009.
- Marlène Zarader, La Dette impensée : Heidegger et l’héritage hébraïque, Paris, Le Seuil, 1990.
- Marlène Zarader, Heidegger et les paroles de l'origine, Paris, Vrin, 2000.
- Bastian Zimmermann, Die Offenbarung des Unverfügbaren und die Würde des Fragens. Ethische Dimensionen der Philosophie Martin Heideggers. London, 2010,  (ISBN 978-1-84790-037-1).

Sur la théorie de l'histoire, le rapport à la philosophie post-hégélienne et la théologie chrétienne
- Jeffrey Andrew Barash, Heidegger et le sens de l'histoire, Paris, Galaade, 2006.

Sur la biographie et l'engagement politique
- Jeffrey Andrew Barash, Heidegger et son siècle. Temps de l'Être, temps de l'histoire, Paris, PUF, 1995.
- Victor Farias, Heidegger et le nazisme, Paris, Verdier, 1987.
- Emmanuel Faye, Heidegger, l'introduction du nazisme dans la philosophie, Paris, Albin Michel, 2005.
- François Fédier, Heidegger : Anatomie d'un scandale, Paris, Robert Laffont, 1988,  (ISBN 2-221-05658-2).
- François Fédier, Martin Heidegger : Écrits politiques 1933-1966, Paris, Gallimard, 1995,  (ISBN 2-07-073277-0).
- François Fédier et. coll., Heidegger. À plus forte raison, Paris, Fayard, 2006.
- Luc Ferry et Alain Renaut, Heidegger et les Modernes, Paris, Gallimard, 1988.
- Luc Ferry et Alain Renaut, Système et critique, édition révisée, Bruxelles, Ousia, 1992;
- Antonia Grunenberg, Hannah Arendt et Martin Heidegger : histoire d'un amour, Paris, Payot, 2009.
- Dominique Janicaud, L'ombre de cette pensée, Paris, Jerôme Millon, 1990.
- Philippe Lacoue-Labarthe, La fiction du politique, Paris, Bourgois, 1987.
- Jean Lévêque, Politique et ontologie dans Le Fragment I, Paris, Osiris, 1989.
- Hugo Ott, Martin Heidegger. Éléments pour une biographie, Paris, Payot, 1990.
- Jean-François Mattéi, Emmanuel Faye : l'introduction du fantasme dans la philosophie, Revue Portique, Heidegger. La pensée à l'ère de la technique et de la mondialisation, no 18, 2006.
- Jean-Michel Palmier, Les Écrits politiques de Heidegger, Paris, L'Herne, 1968.
- Rüdiger Safranski, Heidegger et son temps, Paris, Grasset, 1996 (Paris, Livre de Poche, 2000).
- Frédéric de Towarnicki, À la rencontre de Heidegger. Souvenirs d'un messager de la Forêt-Noire, Paris, Gallimard, 1993.
- François Vezin, Essai biographique; in François Fédier, Heidegger. Anatomie d'un scandale, Paris, Robert Laffont, 1988.

### Sur la réception de Heidegger en France
- Jean Beaufret, Heidegger vu de France, in Introduction aux philosophies de l'existence, Paris, Denoël/Gonthier, 1971.
- Jacques Bouveresse, Heidegger, la politique et l'intelligentsia française, in Essais IV, « Pourquoi pas des philosophes »(Archive.org • Wikiwix • Archive.is • Google • Que faire ?) ?, Agone, 2004.
- Dominique Janicaud, Heidegger en France, tome 1, récit; tome 2. témoignages, Paris, Albin Michel, 2001.
- François Fédier, Heidegger vu de France, in Regarder voir, Les Belles Lettres/Archimbaud, Paris, 1995,  (ISBN 2-251-44059-3).
- collectif sous la direction de Séverine Denieul : Les raisons d'une fascination : Heidegger, sa réception et ses héritiers, Editorial Revue L'autre côté no 3, automne 2012, Paris,

## Bibliographie en langue allemande
Abteilung: Veröffentlichte Schriften 1910-1976 (écrits publiés)
- 1 Frühe Schriften (1912-1916), éd. par F.-W. von Herrmann, 1978, XII, 454p.
- 2 Sein und Zeit (1927), éd. par F.-W. von Herrmann, 1977, XIV, 586p.
- 3 Kant und das Problem der Metaphysik (1929), éd. par F.-W. von Herrmann, 1991, XVIII, 318p.
- 4 Erläuterungen zu Hölderlins Dichtung (1936-1968), éd. par F.W. von Herrmann, 1981, 2e éd. 1996, 208p.
- 5 Holzwege (1935-1946), éd. par F.-W. von Herrmann, 1977, 2e éd. 2003, VI, 382p.
- 6.1 Nietzsche I (1936-1939), éd. par B. Schillbach, 1996, XIV, 596p.
- 6.2 Nietzsche II (1939-1946), éd. par B. Schillbach, 1997, VIII, 454p.
- 7 Vorträge und Aufsätze (1936-1953), éd. par F.-W. von Herrmann, 2000, XVIII, 298p.
- 8 Was heisst Denken? (1951-1952), éd. par P.-L. Coriando, 2002, VIII, 268p.
- 9 Wegmarken (1919-1961), éd. par F.-W. von Herrmann, 1976, 2e éd. 1996, X, 488p.
- 10 Der Satz vom Grund (1955-1956), éd. par P. Jaeger, 1997, VIII, 192p.
- 11 Identität und Differenz (1955-1957) 1. Was ist das - die Philosophie? (1955); 2. Grundsätze des Denkens (1957); 3. Der Satz der Identität (1957); 4. Die ontotheologische Verfassung der Metaphysik (1957); 5. Zu Lebzeiten Heideggers veröffentlichte wichtige Briefe.
- 12 Unterwegs zur Sprache (1950-1959), éd. par F.-W. von Herrmann, 1985, 262p.
- 13 Aus der Erfahrung des Denkens (1910-1976), éd. par. H. Heidegger, 1983, 2e éd. 2002, VIII, 254p. Abraham a Sankta Clara (1910); Frühe Gedichte (1910-1916); Schöpferische Landschaft: Warum bleiben wir in der Provinz? (1953); Wege zur Aussprache (1957); Winke (1941); Chorlied aus der Antigone des Sophokles (1943); Zur Erörterung der Gelassenheit. Aus einem Feldweggespräch über das Denken (1944/45); Aus der Erfahrung des Denkens (1947); Der Feldweg (1949); Holzwege (Dem künftigen Menschen…) (1949); Zu einem Vers von Mörike. Ein Briefwechsel mit Martin Heidegger von Emil Staiger (1951); Was heisst Lesen? (1954); Vom Geheimnis des Glockenturmes (1954); Für das Langenharder Hebelbuch (1954); Über die Sixtina (1955); Die Sprache Johann Peter Hebels (1955); Begegnungen mit Ortega y Gasset (1955); Was ist die Zeit? (1956); Hebel der Hausfreund (1957); Aufzeichnungen aus der Werkstatt (1959); Sprache und Heimat (1960); Über Igor Strawinsky (1962); Für René Char (1963); Adalbert Stifters Eisgeschichte  (1964); Wink in das Gewesen (1966); Die Kunst und der Raum (1969); Zeichen (1969); Das Wohnen des Menschen (1970); Gedachtes (1970); Rimbaud vivant (1972); Sprache (1972); Der Fehl heiliger Namen (1974); Fridolin Wiplingers letzter Besuch (1974); Erhart Kästner zum Gedächtnis (1975); Grusswort für Bernhard Welte (1976)
- 14 Zur Sache des Denkens (1962-1964)
- 15 Seminare (1951-1973), éd. par C. Ochwadt, 1986, 448p.
- 16 Reden und andere Zeugnisse eines Lebensweges (1910-1976), éd. par H. Heidegger, 2000, XXII, 842p.

Abteilung: Vorlesungen 1919-1944 (cours) Marburger Vorlesungen 1923-1928'
- 17 Einführung in die phänomenologische Forschung (Semestre d'hiver 1923/24), éd. par F.-W. von Herrmann, 1994, XIV, 332p.
- 18 Grundbegriffe der aristotelischen Philosophie (Semestre d'été 1924), éd. par M. Michalski, 2002, XIV, 418 p.
- 19 Platon: Sophistes (Semestre d'hiver 1924/25), éd. par I. Schüssler, 1992, XXXII, 668 p.
- 20 Prolegomena zur Geschichte des Zeitbegriffs (Semestre d'été 1925), éd. P. Jaeger, 1979, 2e éd. 1988, 3e éd. 1994, XII, 448 p.
- 21 Logik. Die Frage nach der Wahrheit (Semestre d'hiver 1925/26), éd. par W. Biemel, 1976, 2e éd. 1995, VIII, 418p.
- 22 Grundbegriffe der antiken Philosophie (Semestre d'été 1926) éd. par F.-K. Blust, 1993, XIV, 344p.
- 23 Geschichte der Philosophie von Thomas von Aquin bis Kant (Semestre d'hiver 1926/27), éd. par H. Vetter
- 24 Die Grundprobleme der Phänomenologie (Semestre d'été 1927), éd. par F.-W. von Herrmann, 1975, 2e éd. 1989, 3e éd. 1997, X, 474p.
- 25 Phänomenologische Interpretation von Kants Kritik der reinen Vernunft (Semestre d'hiver 1927/28), éd. par I. Görland, 1977, 2e éd. 1987, 3e éd. 1995, XII, 436p.
- 26 Metaphysische Anfangsgründe der Logik im Ausgang von Leibniz (Semestre d'été 1928), éd. par K.Held, 1978, 2e éd. 1990, VI, 292p.

Freiburger Vorlesungen 1928-1944 
- 27 Einleitung in die Philosophie (Semestre d'hiver 1928/29), éd. par O. Saame et I. Saame-Speidel, 1996, 2e éd. 2001, XII, 404p.
- 28 Der deutsche Idealismus (Fichte, Schelling, Hegel) und die philosophische Problemlage der Gegenwart (Semestre d'été 1929)/ Im Anhang: Nachschrift "Einführung in das akademische Studium" (Semestre d'été 1929), éd. par C. Strube, 1997, XII, 368p.
- 29/30 Die Grundbegriffe der Metaphysik. Welt - Endlichkeit - Einsamkeit (Semestre d'hiver 1929/30), éd. par F.-W. von Herrmann, 1983, 2e éd. 1992, XX, 542p.
- 31 Vom Wesen der menschlichen Freiheit. Einleitung in die Philosophie (Semestre d'été 1930), éd. par H. Tietjen, 1982, 2e éd. 1994, XII, 308 p.
- 32 Hegels Phänomenologie des Geistes (Semestre d'hiver 1930/31), éd. par I. Görland, 1980, 2e éd. 1988, 3e éd. 1997, VIII, 224p.
- 33 Aristoteles, Metaphysik J 1-3. Von Wesen und Wirklichkeit der Kraft (Semestre d'été 1931), éd. par H. Hüni, 1981, 2e éd. 1990, VIII, 228p.
- 34 Vom Wesen der Wahrheit. Zu Platons Höhlengleichnis und Theätet (Semestre d'hiver 1931/32), éd. par H. Mörchen, 1988, 2e éd. 1997, X, 338p.
- 35 Der Anfang der abendländischen Philosophie (Anaximander und Parmenides) (Semestre d'été 1932), éd. par H. Hüni
- 36/37 Sein und Wahrheit / 1. Die Grundfrage der Philosophie (Semestre d'été 1933), 2. Vom Wesen der Wahrheit (Semestre d'hiver 1933/34), éd. par H. Tietjen, 2001, XVI, 308p.
- 38 Logik als die Frage nach dem Wesen der Sprache (Semestre d'été 1934), éd. par G.Seubold, 1998, VIII, 176p.
- 39 Hölderlins Hymnen Germanien und Der Rhein  (Semestre d'hiver 1934/35), éd. par S.Ziegler, 1980, 2e éd. 1989, 3e éd. 1999, XII, 296p.
- 40 Einführung in die Metaphysik (Semestre d'été 1935), éd. par P. Jaeger, 1983, X, 234p.
- 41 Die Frage nach dem Ding. Zu Kants Lehre von den transzendentalen Grundsätzen (Semestre d'hiver 1935/36), éd. par P. Jaeger, 1984, VIII, 254p.
- 42 Schelling: Vom Wesen der menschlichen Freiheit (1809) (Semestre d'été 1936), éd. par I. Schüssler, 1988, X, 290p.
- 43 Nietzsche: Der Wille zur Macht als Kunst (Semestre d'hiver 1936/37), éd. par B. Heimbüchel, 1985, XII, 298p.
- 44 Nietzsches metaphysische Grundstellung im abendländischen Denken: Die ewige Wiederkehr des Gleichen (Semestre d'été 1937), éd. par M. Heinz, 1986, VIII, 254p.
- 45 Grundfragen der Philosophie. Ausgewählte Probleme der Logik  (Semestre d'hiver 1937/38), éd. par F.-W. von Herrmann, 1984, 2e éd. 1992, XIV, 234p.
- 46 Nietzsches II. Unzeitgemässe Betrachtung (Semestre d'hiver 1938/39), éd. par H.-J. Friedrich
- 47 Nietzsches Lehre vom Willen zur Macht als Erkenntnis (Semestre d'été 1939), éd. par E. Hanser, 1989, XVI, 330 p.
- 48 Nietzsche: Der europäische Nihilismus, (2e trimestre 1940), éd. par P. Jaeger, 1986, XVI, 340p.
- 49 Die Metaphysik des deutschen Idealismus. Zur erneuten Auslegung von Schelling: Philosophische Untersuchungen über das Wesen der menschlichen Freiheit und die damit zusammenhängenden Gegenstände (1809), éd. par G. Seubold, 1991, X, 210 p.
- 50 Nietzsches Metaphysik (annoncé pour le Semestre d'hiver 1941/42, annulé)/ Einleitung in die Philosophie - Denken und Dichten (Semestre d'hiver 1944/45), éd. par P. Jaeger, 1990, VIII, 162p.
- 51 Grundbegriffe (Semestre d'été 1941), éd. par P. Jaeger, 1981, 2e éd. 1991, X, 128p.
- 52 Hölderlins Hymne Andenken  (Semestre d'hiver 1941/42), éd. par C. Ochwaldt, 1982, 2e éd. 1992, X, 204p.
- 53 Hölderlins Hymne Der Ister  (Semestre d'été 1942), éd. par W. Biemel, 1984, 2e éd. 1993, VIII, 210p.
- 54 Parmenides (Semestre d'hiver 1942/43), éd. par M. S. Frings, 1982, 2e éd. 1992, XII, 252p.
- 55 Heraklit. 1. Der Anfang des abendländischen Denkens (Semestre d'été 1943) / 2. Logik. Heraklits Lehre vom Logos (Semestre d'été 1944), éd. par M. S. Frings, 1979, 2e éd. 1987, 3e éd. 1994, XII, 406p. Frühe Freiburger Vorlesungen 1919-1923
- 56/57 Zur Bestimmung der Philosophie. 1. Die Idee der Philosophie und das Weltanschauungsproblem (Kriegsnotsemester 1919) / 2. Phänomenologie und transzendentale Wertphilosophie (Semestre d'été 1919) / 3. Anhang: Über das Wesen der Universität und des akademischen Studiums (Semestre d'été 1919), éd. par B. Heimbüchel, 1987, 2e éd. 1999, X, 226p.
- 58 Grundprobleme der Phänomenologie (Semestre d'hiver 1919/20), éd. par H.-H. Gander, 1992, X, 274p.
- 59 Phänomenologie der Anschauung und des Ausdrucks. Theorie der philosophischen Begriffsbildung (Semestre d'été 1920), éd. par C.Strube, 1993, VIII, 202p.
- 60 Phänomenologie des religiösen Lebens. 1. Einleitung in die Phänomenologie der Religion (Semestre d'hiver 1920/21), éd. par M. Jung et T. Regehly / 2. Augustinus und der Neuplatonismus (Semestre d'été 1921) / 3. Die philosophischen Grundlagen der mittelalterlichen Mystik (Notes préparatives et introduction à un cours non professé 1918/19), éd. par C. Strube, 1995, XIV, 352p.
- 61 Phänomenologische Interpretationen zu Aristoteles. Einführung in die phänomenologische Forschung (Semestre d'hiver 1921/22), éd. par W. Bröcker et K. Bröcker-Oltmanns, 1985, 2e éd. 1994, XIV, 204p.
- 62 Phänomenologische Interpretation ausgewählter Abhandlungen des Aristoteles zu Ontologie und Logik (Semestre d'été 1922), éd. par G. Neumann
- 63 Ontologie. Hermeneutik der Faktizität (Semestre d'été 1923), éd. par K. Bröcker-Oltmanns, 1988, 2e éd. 1995, XII, 116p.

AbteilungUnveröffentlichte Abhandlungen / Vorträge - Gedachtes (Traités inédits, conférences, notes)
- 64 Der Begriff der Zeit (1924) I. Die Fragestellung Diltheys und Yorcks Grundtendenz / II. Die ursprünglichen Seinscharaktere des Daseins / III. Dasein und Zeitlichkeit / IV. Zeitlichkeit und Geschichtlichkeit. Anhang: Der Begriff der Zeit. Vortrag vor der Marburger Theologenschaft, juillet 1924 éd. par F.-W. von Herrmann
- 65 Beiträge zur Philosophie (Vom Ereignis) (1936-1938) I. Vorblick / II. Der Anklang / III. Das Zuspiel / IV. Der Sprung / V. Die Gründung, a) Da-Sein und Seinsentwurf, b) Das Da-sein, c) Das Wesen der Wahrheit, d) Der Zeit-Raum als der Ab-grund, e) Die Wesung der Wahrheit als Bergung / VI. Die Zu-künftigen / VII. Der letzte Gott / VIII. Das Seyn éd. par F.-W. von Herrmann, 1989, 2e éd. 1994, XVI, 522p.
- 66 Besinnung (1938/39) I. Einleitung / II. Der Vorsprung in die Einzigkeit des Seyns / III. Die Philosophie / IV. Zum Entwurf des Seyns / V. Wahrheit und Wissen / VI. Das Seyn / VII. Das Seyn und der Mensch / VIII. Das Seyn und der Mensch / IX. Der Anthropomorphismus / X. Geschichte / XI. Die Technik / XII. Historie und Technik / XIII. Seyn und Macht / XIV. Das Seyn und das Sein / XV. Das Denken des Seyns / XVI. Die Seynsvergessenheit / XVII. Die Seynsgeschichte / XVIII. Götter / XIX. Die Irre / XX. Zur Geschichte der Metaphysik / XXI. Die metaphysische Warumfrage / XXII. Seyn und Werden  / XXIII. Das Sein als Wirklichkeit / XXIV. Das Seyn und die Negativität  / XXV. Sein und Denken. Sein und Zeit / XXVI. Eine Sammlung des Besinnens / XXVII. Das seynsgeschichtliche Denken und die Seinsfrage / XXVIII. Der seynsgeschichtliche Begriff der Metaphysik / Anhang: Mein bisheriger Weg (1937/38) éd. par F.-W. von Herrmann, 1997, XIV, 438p.
- 67 Metaphysik und Nihilismus. 1. Die Überwindung der Metaphysik (1938/39) / 2. Das Wesen des Nihilismus (1946-1948), éd. par H.-J. Friedrich, 1999, XII, 274p.
- 68 Hegel. 1. Die Negativität (1938/39) / 2. Erläuterung der Einleitung" zu Hegels Phänomenologie des Geistes  (1942), éd. par I. Schüssler, 1993, X, 154p.
- 69 Die Geschichte des Seyns. 1. Die Geschichte des Seyns (1938/40) / 2. Koinon. Aus der Geschichte des Seyns (1939), éd. par P. Trawny, 1998, XII, 230p.
- 70 Über den Anfang (1941) I. Die Anfängnis des Anfangs / II. Anfang und das anfängliche Denken / III. Ereignis und Da-sein / IV. Bemerkungen über das Auslegen / V. Die Seynsgeschichte / VI. Sein und Zeit und das anfängliche Denken als Geschichte des Seyns, éd. par F.-W. von Herrmann
- 71 Das Ereignis (1941/42) Vorworte / Der erste Anfang / Der Anklang / Der Unterschied / Die Verwindung / Das Ereignis. Der Wortschatz seines Wesens / Das Ereignis / Das Ereignis und das Menschenwesen / Das Daseyn / Der andere Anfang / Weisungen in das Ereignis / Das seynsgeschichtliche Denken (Dichten und Denken), éd. par F.-W. von Herrmann
- 72 Die Stege des Anfangs (1944), éd. par F.-W. von Herrmann
- 73 Zum Ereignis-Denken
- 74 Zum Wesen der Sprache, éd. par T. Regehly
- 75 Zu Hölderlin / Griechenlandreisen, éd. par C. Ochwadt, 2000, VI, 380p.
- 76 Zur Metaphysik / Neuzeitlichen Wissenschaft / Technik, éd. par C. Strube
- 77 Feldweg-Gespräche (1944/45) 1. Agcibasih. Ein Gespräch selbdritt auf einem Feldweg zwischen einem Forscher, einem Gelehrten und einem Weisen / 2. Der Lehrer trifft den Türmer an der Tür zum Turmaufgang / 3. Abendgespräch in einem Kriegsgefangenenlager in Russland zwischen einem Jüngeren und einem Älteren, éd. par I. Ingrid Schüssler, 1995, VI, 250p.
- 78 Der Spruch des Anaximander (1946)
- 79 Bremer und Freiburger Vorträge 1. Einblick in das was ist. Bremer Vorträge 1949: Das Ding / Das Ge-stell / Die Gefahr / Die Kehre. 2. Grundsätze des Denkens. Freiburger Vorträge 1957 éd. par P. Jaeger, 1994, VI, 182p.
- 80 Vorträge Frage und Urteil (Vortrag im Rickert Seminar 10. Juli 1915) / Wahrsein und Dasein. Aristoteles, Ethica Nicomachea Z (Vortrag in der Kant-Gesellschaft Köln WS 1923/24) / Kasseler Vorträge (1925) / Begriff und Entwicklung der phänomenologischen Forschung (Vortrag im Marburger kulturwissenschaftlichen Kränzchen 4. Dezember 1926) / Phänomenologie und Theologie. 1. Teil: Die nichtphilosophischen als positive Wissenschaften und die Philosophie als transzendentale Wissenschaft (Vortrag vor der evangelischen Theologenschaft in Tübingen 8. Juli 1927) / Die heutige Problemlage der Philosophie (Vortrag in der Kantgesellschaft Karlsruhe 4. Dezember 1929 und vor der wissenschaftlichen Vereinigung zu Amsterdam 21. März 1930) / Philosophische Anthropologie und Metaphysik des Daseins (Vortrag in der Kantgesellschaft Frankfurt 24. Januar 1929) / Hegel und das Problem der Metaphysik (Vortrag in der wissenschaftlichen Vereinigung zu Arnsterdam 22. März 1930) / Augustinus: Quid est tempus? Confessiones lib. XI (Vortrag in Beuron 26. Oktober 1930) / to yeudoV (Vortrag im Freiburger Kränzchen 22. Juli 1952) / Der Satz vom Widerspruch (Vortrag im Freiburger Kränzchen 16. Dezember 1932) / Das Dasein und der Einzelne (Vortrag Zürich 18. Januar 1936) / Europa und die deutsche Philosophie (Vortrag im Kaiser Wilhelm-Institut Bibliotheca Hertziana Rom 8. April 1936) / Von der Grundbestimmung des Wissens (Vortrag im Freiburger Kränzchen 9. Juni 1959) / Der Spruch des Parmenides (Vortrag im Freiburger Kränzchen Juni 1940) / Zur Geschichte des Existenzbegriffs (Vortrag im Freiburger Kränzchen 7. Juni 1941) / Über die Be-stimmung der Künste im gegenwärtigen Weltalter (Vortrag in Baden-Baden Haus Schweizer 7. und 8. Mai 1959) / Max Komrnerell (Vortrag in der Gedächtnisfeier von Max Kommerell 27. Februar 1962) / Überlieferte Sprache und technische Sprache (Vortrag auf dem Lehrgang für Gewerbeschullehrer auf der Comburg 18. Juli 1962) / Bemerkungen zur Kunst - Plastik - Raum (Vortrag St. Gallen 3. Oktober 1964) / Die Herkunft der Kunst und die Bestimmung des Denkens (Vortrag in der Akademie der Wissenschaften und Künste in Athen 4. April 1967) / Die Bestimmung der Sache des Denkens (Vortrag 19. Juli 1967 in Kiel zu W. Bröckers 65. Geburtstag)
- 81 Gedachtes I. Frühe unveröffentlichte Gedichte. Ich mied der Gottesnähe heldenschaffende Kraft / Fernes Land / Hast die Sonne du verloren. II. Aus der Erfahrung des Denkens. Auf dem Heimweg / Der Ring des Seyns / Wende / Dann sind wir bedacht / Amo: volo ut sis / Sonata sonans / Ankunft / Winke / An-fang und Beginn im Ereignis der Freyheit / Aus der Werkstatt / Hütte am Abend / Pindari Isthmia V, 1-16 / HrakleitoV o okoteinoV. Dem Freunde zu Weihnachten 1946 / Furchen. III. edachtes für das Vermächtnis eines Denkens. Lerchensporn / Wage den Schritt /…durchrasend die Irrnis / Seynsfuge / Tod / Nichtendes Nichts / Gegnet noch Gegend / Die Nähe des letzten Gottes / Der Schritt zurück / Vermächtnis der Seynsfrage éd. par P.-L. Coriando

AbteilungHinweise und Aufzeichnungen (Indications et notes)
- 82 Zu eigenen Veröffentlichungen
- 83 Seminare: Platon - Aristoteles - Augustinus, éd. par M. Michalski
- 84 Seminare: Leibniz - Kant, éd. par H.-H. Gander
- 85 Seminar: Vom Wesen der Sprache. Die Metaphysik der Sprache und die Wesung des Wortes. Zu Herders Abhandlung Über den Ursprung der Sprache , éd. par I. Schüssler, 1999, XII, 220p.
- 86 Seminare: Hegel - Schelling
- 87 Seminare: Nietzsche, éd. par P. von Ruckteschell
- 88 Seminare: 1. Die metaphysischen Grundstellungen des abendländischen Denkens 2. Einübung in das philosophische Denken, éd. par A. Denker
- 89 Zollikoner Seminare
- 90 Zu Ernst Jünger Der Arbeiter , éd. par P. Trawny
- 91 Ergänzungen und Denksplitter
- 92 Ausgewählte Briefe I
- 93 Ausgewählte Briefe II
- 94 Überlegungen A
- 95 Überlegungen B
- 96 Überlegungen C
- 97 Anmerkungen A
- 98 Anmerkungen B
- 99 Vier Hefte I: Der Feldweg / Vier Hefte II: Durch Ereignis zu Ding und Welt
- 100 Vigiliae I, II/ Notturno
- 101 Winke I, II
- 102 Vorläufiges I-IV